# DG Возничего
DG Возничего (лат. DG Aurigae) — одиночная переменная звезда в созвездии Возничего на расстоянии приблизительно 4875 световых лет (около 1495 парсеков) от Солнца. Видимая звёздная величина звезды — от +15m до +13,5m.

## Характеристики
DG Возничего — жёлтая эруптивная орионова переменная звезда (INSA) спектрального класса G. Радиус — около 3,85 солнечных, светимость — около 11,41 солнечных. Эффективная температура — около 5404 К.